# Orconte
Orconte település Franciaországban, Marne megyében. Lakosainak száma 366 fő (2022. január 1.). Orconte Perthes, Heiltz-le-Hutier, Isle-sur-Marne, Larzicourt, Matignicourt-Goncourt és Thiéblemont-Farémont községekkel határos.

## Népesség
A település népességének változása:
| Lakosok száma | 299  | 414  | 425  | 345  | 290  | 266  | 317  | 416  | 384  | 366  |
|               | 1793 | 1836 | 1861 | 1886 | 1911 | 1936 | 1975 | 2007 | 2017 | 2022 |